# Kőnig Gyula
Kőnig Gyula (Győr, 1849. december 16. – Budapest, 1913. április 8.) magyar matematikus, egyetemi tanár, aki matematikai analízissel, algebrával, halmazelmélettel és matematikai logikával foglalkozott. Kőnig Dénes és Kőnig György apja.

## Élete
1859 és 1867 között a Pannonhalmi Szent-Benedek Rend Győri Főgimnáziumában tanult. 1867-ben érettségizett "eximio modo maturis", azaz kiemelkedő módon, ugyanis mindenből a legjobb jegyet kapta, s latinból még dicséretet is kapott. Fiatalkorában verseket is írt, melyek megjelentek.
Kezdetben orvosnak készült, s beiratkozott a bécsi egyetem orvosi karára. Az első év után Berlinben folytatta tanulmányait. Itt a kor legkiválóbb matematikusai, Leopold Kronecker és Karl Weierstrass voltak tanárai. A tanév második felét Heidelbergben folytatta. Itt többek között Hermann Ludwig von Helmholtz tanítványa volt. Helmholtz ösztönzésére írta első (orvos)tudományi közleményét, melyben az idegműködés sebességét mérte külső hatások (pl. alkoholfogyasztás) során. Ez a publikációja 1870-ben jelent meg. Ugyanebben az évben doktorált a heidelbergi egyetemen. A matematika mellett Leo Königsberger professzor hatására kötelezte el magát. Königsberger 1869-ben lett a heidelbergi egyetem professzora, s a matematikai intézetben tartott előadásai nagy hatással voltak Kőnigre. Königsberger vezetése mellett készítette el Kőnig első, matematikával kapcsolatos dolgozatát, 1871-ben. Ezután még fél évet töltött Berlinben, hol újra Weierstrass és Leopold Kronecker előadásait hallgatta. Nem csak külföldön tett szert reputációra, hanem Magyarországon is felfigyeltek rá. Huszonhárom évesen, 1872-ben a műegyetem fizetés nélküli magántanára lett. A következő évben a tanárképző intézetbe kapott kinevezést. 1874-ben (24 évesen !) pedig a három évvel azelőtt alapított Magyar Királyi József Műegyetemen lett a matematikai tanszék nyilvános rendes professzora. Hunyady Jenővel és Kürschák Józseffel létrehozta matematikai műhelyét, mely nemzetközi ismertségre is szert tett. Az egyetem rektora is volt 1891 és 1894 között, továbbá a mérnöki kar dékánja, ugyancsak háromszor.
Az első magyar matematikai szakfolyóirat megalapítása is Kőnig Gyula nevéhez kötődik. Ez volt a "Műegyetemi Lapok" (1876).
1880-ban az MTA levelező, 1889-ben rendes tagja lett.
1889-ben kikeresztelkedett, elhagyta zsidó vallását.
Eötvös Loránddal együtt alapította meg a Mathematikai és Physikai Társulatot, mely a Matehmatikai és Physikai Lapokat adta ki.
1904-től a Franklin Könyvkiadó vezérigazgatója volt, s így a középiskolai matematikaoktatást az általa írt matematikai tankönyvvel segítette. Ezt a könyvet dolgozta át Beke Manó.
Kőnig egyik elindítója volt a Bolyai-kultusznak. Ő adta ki Bolyai Farkas és Carl Friedrich Gauss levelezését a századforduló előtt 1 évvel. Ő hozta létre továbbá a Bolyai János nemzetközi matematikai díjat, melyet 5 évente adtak. Ezt a díjat kétszer ítélték oda matematikusoknak: 1905-ben Poincaré, 1910-ben David Hilbert kapta. A díjat az első világháború után nem adták ki többé, egészen 2000-ig, amikor újra alapították.
 1905-ben nyugdíjba ment egyetemi állásából, mivel érrendszere megromlott, és sokirányú tevékenysége akadályozta abban, hogy eredeti kutatásaiba belemerülhessen. 1913. április 8-án halt meg Budapesten. A Kerepesi úti temetőben temették el [10/1-1-12].
Fia, Kőnig Dénes matematikus volt.

### Kőnig a Cantor-féle kontinuumsejtésről
1904-ben Heidelbergben rendezték meg a Matematikusok Nemzetközi Kongresszusát, melyen Kőnig tudományos eredményeiről számolt be. Előadása két részből állt: az első rész szólt a halmazelméletről, illetve az ő nevét viselő tételről (Kőnig-egyenlőtlenség), a második részben pedig Georg Ferdinand Cantor kontinuumsejtésének tévességét bizonyította. A kongresszuson ott volt Cantor is, aki nem cáfolta meg Kőnig Gyula levezetését. Már a kongresszus másnapján Zermelo kiderítette, hogy Kőnig bizonyítása hibás, mivel az Bernstein egy nem általánosan alkalmazható tételén alapszik. Ez a kis incidens mindkettőjükre rossz hatással volt.

## Matematikai eredményei
- Új bizonyítást adott a kvadratikus reciprocitás tételére.
- Bebizonyította, hogy ha p páratlan prímszám, {\displaystyle f(x)=a_{0}+a_{1}x+\cdots +a_{p-2}x^{p-2}} polinom mod p, amire {\displaystyle a_{0}\not \equiv 0{\pmod {p}}}, akkor az {\displaystyle f(x)\equiv 0{\pmod {p}}} kongruenciának pontosan akkor van megoldása, ha

Rados Gusztáv ezt úgy terjesztette ki, hogy az inkongruens megoldások száma {\displaystyle p-1-r}, ahol {\displaystyle r} a fenti mátrix rangja. (Kőnig–Rados-tétel)
- Bebizonyította a Kőnig-egyenlőtlenséget: ha {\displaystyle a_{i}<b_{i}} számosságok ({\displaystyle i\in I}), akkor {\displaystyle \sum _{i\in I}a_{i}<\prod _{i\in I}b_{i}}.

## Lásd még

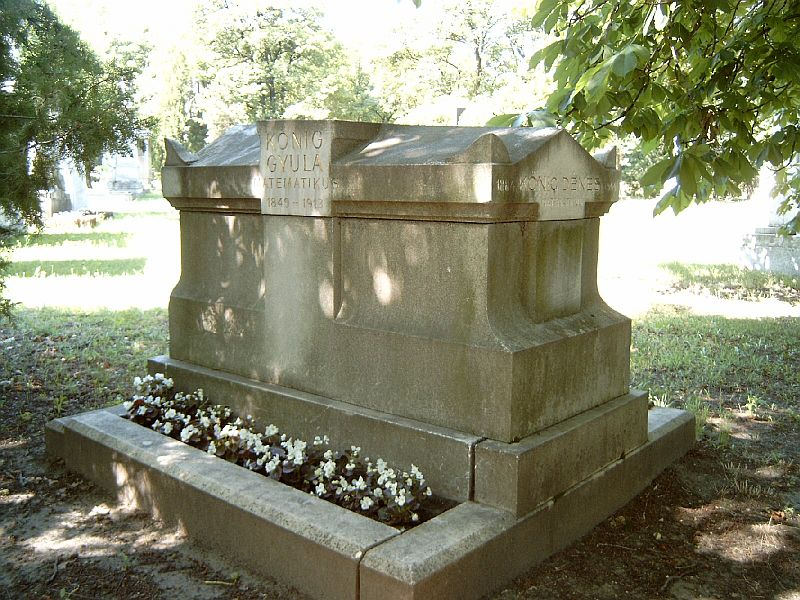
König Gyula és Kőnig Dénes sírja Budapesten. Kerepesi temető: 10/1-1-12.

- Kőnig-egyenlőtlenség

## Kőnig Gyula-díj
A díjat két fia, Dénes és György alapította apjuk emlékére, és a legrangosabb matematikai díjnak számított a két világháború között.

## Művei
- Az elliptikai függvények alkalmazásáról a magasabb fokú egyenletek elméletére. Értekezések a mathematikai tudományok köréből (1. 8). Eggenberger, Pest, 1871
- Bevezetés a felsőbb algebrába, Budapest, 1876.
- A raczionális függvények általános elméletéhez Budapest, 1880.
- A Hamilton-féle rendszerek és az elsőrendű parcziális differencziálegyenletek általános elmélete. Értekezések a mathematikai tudományok köréből (8. 10). Magyar Tudományos Akadémia, Budapest. 1881.
- Az algebrai egyenletek elméletéhez. Értekezések a mathematikai tudományok köréből (9. 13). Magyar Tudományos Akadémia, Budapest, 1882.
- A másodrendű és két független változót tartalmazó parcziális differenciálegyenletek elmélete, Budapest, 1885.
- Analízis. Bevezetés a mathematika rendszerébe Budapest, 1887.
- A dinamika alapegyenleteinek jelentéséről Budapest, 1887.
- Az algebrai mennyiségek általános elméletének alapvonalai, Budapest, 1903, németül: Einleitung in die allgemeine Theorie der algebraischen Grössen, Leipzig, 1903.
- Neue Grundlagen der Logik, Arithmetik und Mengenlehre, Leipzig, 1914.